# ノースブルック (イリノイ州)
ノースブルック（Northbrook）は、アメリカ合衆国イリノイ州のクック郡にある村。人口は3万5222人（2020年）。シカゴの北35キロメートルに位置している。

## 概要
富裕層の住民が多い。地名はシカゴ川の上流部にあることに由来している。ブルックは「小川」である。ノースブルックにはULやオールステート保険が本社を置いている。また、アステラス製薬の北米本部がある。

## 交通
ノースブルック駅ではメトラの通勤列車が利用できる。アムトラックの列車は停車しない。

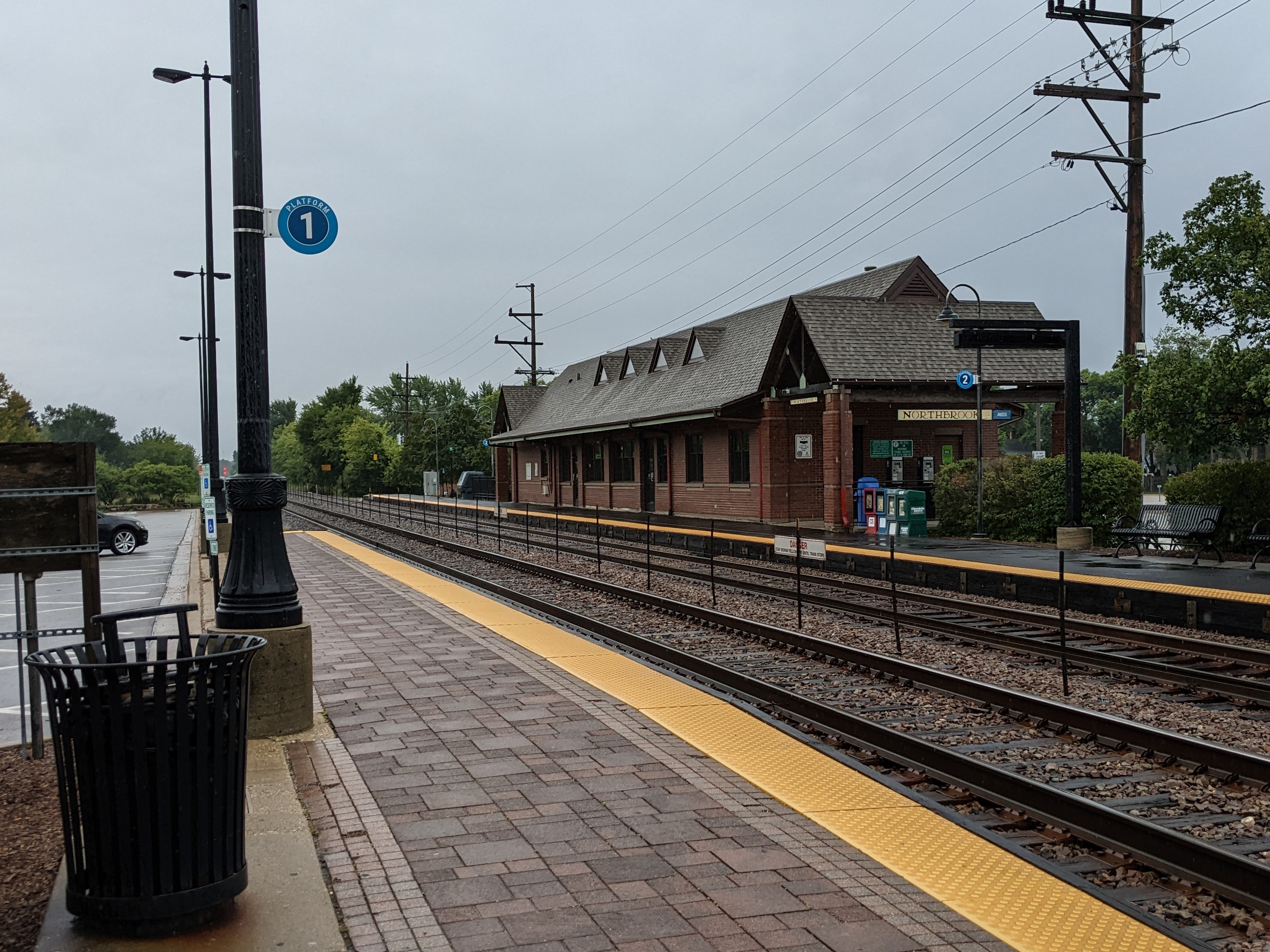
ノースブルック駅